# Jesus Homeless
Jesus Homeless o Jesús sin techo es una escultura situada en la placeta de Santa Ana de Barcelona, en el distrito de Ciutat Vella, frente a la iglesia del monasterio de Santa Ana. Fue elaborada en 2017 por Timothy Schmalz, réplica de un original creado en 2013, y colocada en 2019.

## Historia y descripción

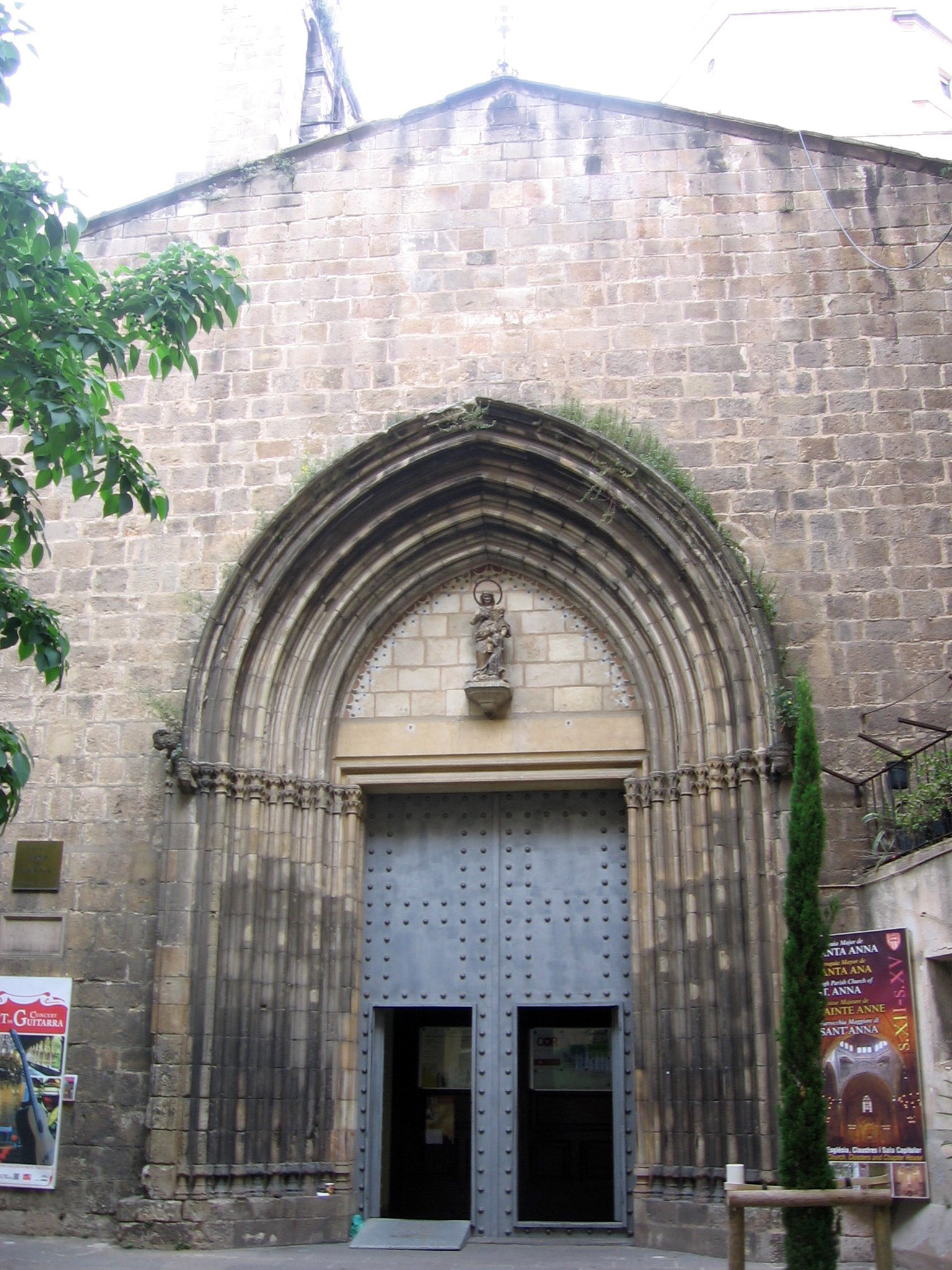
Iglesia de Santa Ana

El escultor canadiense Timothy Schmalz creó esta obra en 2013 como forma de denunciar la situación de las personas sin techo (en inglés: homeless). La obra original se encuentra en el Regis College de la Universidad de Toronto, en Canadá. Posteriormente se colocaron diversas réplicas en todo el mundo —cerca de un centenar—, entre ellas en lugares como la catedral de la Santísima Trinidad de Dublín (Irlanda), la catedral de São Sebastião de Río de Janeiro (Brasil), el convento de los Dominicos de Santo Domingo (República Dominicana) y la basílica de San Pedro del Vaticano. En España hay otra copia en la catedral de la Almudena de Madrid.
La obra se encuentra frente a la puerta de entrada a la iglesia del monasterio de Santa Ana, una construcción del siglo XII de estilo románico. Vinculado a la Orden del Santo Sepulcro de Jerusalén, este monasterio dio nombre al barrio de Santa Ana, uno de los integrantes del Barrio Gótico de Barcelona. La iglesia tiene planta de cruz latina de una nave y cabecera rectangular, con un claustro gótico del siglo XV, de dos pisos, con una galería inferior de arcos apuntados con columnas cuadrilobuladas.
Esta iglesia se ha destacado en los últimos tiempos por dar cobijo a personas sin hogar, especialmente procedentes de la inmigración. En 2017 destinaba veinte plazas en sus dependencias para la pernoctación, además de ofrecer alimentos hasta para doscientas personas. En 2019 la parroquia promovió la instalación de un hospital de campaña en la primera planta del edificio parroquial para atender sanitariamente a las personas sin hogar, gracias a un acuerdo con el Hospital Universitari Sagrat Cor y la Fundación Quirón. Para celebrar su inauguración, el 18 de febrero de 2019, se colocó la escultura, en un acto celebrado por el párroco, Peio Sánchez, y por el célebre «padre Ángel» (Ángel García Rodríguez), párroco de la iglesia de San Antón en Madrid y fundador y presidente de la ONG Mensajeros de la Paz, galardonada con el premio Príncipe de Asturias de la Concordia en 1994. La obra fue financiada por el director y guionista de cine Paco Arango, presidente de la Fundación Aladina que atiende a niños con cáncer.
La escultura representa a Jesús de Nazaret, envuelto con una manta y con los pies descalzos, recostado en un banco. Apenas se le distingue el rostro, aunque en los pies se perciben las llagas de la crucifixión. Elaborada en bronce, tiene el tamaño de la medida natural de un hombre. La obra está firmada «Timothy Schmalz 2017».
Según el párroco Peio Sánchez, «es una imagen significativa de nuestra iglesia que está abierta a cualquier persona que necesite un techo y representa la presencia de Jesús entre nosotros, al que en la estatua solo se le ven los pies, pero basta mirar a cualquier persona que esté durmiendo en la calle para ver su rostro». Por su parte, el padre Ángel comentó en la inauguración que «en muchas ciudades no dejan a las personas sin hogar sentarse o dormir en los bancos, esta estatua representa la voluntad de que todos nos podamos sentar en los mismos bancos».